# Síndrome de Waterhouse-Friderichsen
A Síndrome de Waterhouse-Friderichsen ou adrenalite hemorrágica é uma grave doença das glândula adrenais (ou supra-renais) classicamente relacionada à bactéria Neisseria meningitidis e mais comumente causada pela bactéria Gram negativa Pseudomonas aeruginosa. Ocorre em cerca de 5 a 15% de pacientes, com alta taxa de mortalidade.
Trata-se de quadro dramático, caracterizado em sua forma clássica por hemorragia maciça de uma ou (mais comumente) ambas adrenais com consequente necrose, hipotensão arterial, choque, coagulação intravascular disseminada, púrpura rapidamente progressiva  e insuficiência adrenal aguda. Sem tratamento a doença pode ser fatal.
O tratamento é realizado com administração precoce de antibioticoterapia (benzilpenicilina, ceftriaxona, Vancomicina, Cefepime), abordagem da sepse grave e choque séptico com infusão de volume e, posteriormente, aminas vasopressoras e utilização de corticoesteroides no manejo da insuficiência adrenal.